# Échangeur Perly
De Échangeur Perly is een knooppunt in Zwitserland. Op dit knooppunt, ten zuidwesten van de stad Genève, sluit de A1a aan op de A1.

## Configuratie
Het knooppunt is een half-sterknooppunt.
| Aansluitende wegen        | Aansluitende wegen     | Aansluitende wegen | Aansluitende wegen | Aansluitende wegen |
| ------------------------- | ---------------------- | ------------------ | ------------------ | ------------------ |
| richting Genève-Aéreoport |                        |                    |                    |                    |
|                           |                        |                    |                    |                    |
|                           | richting Genève-Centre |                    |                    |                    |
|                           |                        |                    |                    |                    |
|                           |                        | richting Frankrijk |                    |                    |